# Portrait of an American Family
Portrait of an American Family è il primo album in studio del gruppo musicale statunitense Marilyn Manson, pubblicato il 19 luglio 1994 dalla Nothing Records e dalla Interscope Records.

## Descrizione
Inizialmente era intitolato The Manson Family Album, ma fu rinominato prima della pubblicazione. È il primo ed unico album in studio dei Marilyn Manson con musica quasi tutta di Daisy Berkowitz e che vede la presenza del bassista Gidget Gein, il quale venne sostituito da Twiggy Ramirez, amico di Manson. Al contrario di quanto si crede, perciò, Ramirez non suonò il basso su questo disco. Nonostante la giovane età del gruppo, l'album ottenne un buon successo vendendo oltre 2 milioni di copie e mostrando in particolare il talento e la voglia di emergere di Brian Warner, venticinquenne leader del gruppo.
Così come le due successive uscite, l'album è co-prodotto da Trent Reznor.  Nel 2009, Portrait of an American Family fu ristampato dalla Interscope Records in una speciale edizione comprendente un vinile ed una maglietta con l'immagine della copertina. La ristampa comprendeva elementi grafici tratti da The High End of Low sulle etichette, e questo causò disappunto tra i fan.

## Riferimenti culturali
L'album contiene una gran quantità di riferimenti alla cultura americana. Le parole "Go on and smile, you cunt" ("Vai avanti e sorridi, troia") all'inizio di Cake and Sodomy sono pronunciate da Marlon Brando nel film Ultimo tango a Parigi. Nella canzone Dogma c'è una campionatura dal film Pink Flamingos di John Waters, dove il personaggio di Mink Stole dice "Burn, you fucker!" ("Brucia, stronza!") prima di incendiare una roulotte. Anche se nelle note del disco è riportata una citazione da Desperate Living, questa non è presente all'interno del disco. John Waters fu inoltre ringraziato nelle note del disco.
La frase "We're gonna ride to the Abbey of Thelema" ("Stiamo andando all'Abbazia di Thelema") nella canzone Misery Machine è un riferimento all'Abbazia di Thelema di Aleister Crowley, vista come la sede centrale da cui le dottrine di Thelema sarebbero state diffuse in tutto il mondo.
Il brano My Monkey riprende alcuni versi da una canzone di Charles Manson intitolata Mechanical Man; i testi di My Monkey sono accreditati semplicemente a "Manson". Al punto 02:34 di Get Your Gunn, si sente un mormorio di gente e uno sparo di pistola. Si tratta dell'audio della conferenza stampa in cui Budd Dwyer si suicidò in diretta televisiva. Le parole di Prelude (The Family Trip) sono tratte dal libro La fabbrica di cioccolato di Roald Dahl. Inoltre, il font utilizzato per le immagini promozionali per questo album e il successivo EP Smells Like Children si rifanno alla locandina della versione cinematografica del libro, del 1971.
"Killing is killing, whether done for duty, profit or fun" ("Uccidere significa sempre uccidere, che lo si faccia per dovere, per profitto o per divertimento") è una citazione di Richard Ramirez inserita all'inizio di Snake Eyes and Sissies. Organ Grinder campiona la frase "Lollipops for the kiddie winkies" ("Lecca-lecca per i "kiddie winkies")", pronunciata nel film Chitty Chitty Bang Bang. All'inizio di Cyclops c'è una campionatura molto rallentata e distorta del predicatore di Poltergeist II - L'altra dimensione mentre canta God Is in His Holy Temple. Dope Hat contiene le campionature di "the great Hoodoo!" ("il grande Hoodoo!") e "Prepare to meet your doom" ("Preparati al tuo destino"), tratte dal cult show televisivo americano Lidsville. Le parole sono pronunciate dall'attore Charles Nelson Reilly. Lunchbox contiene la citazione "I bring you fire!" ("Ti do fuoco!") dalla canzone Fire dei Crazy World. Misery Machine contiene una citazione da Beep Beep dei The Playmates. Wrapped in Plastic è ispirata da I segreti di Twin Peaks e dall'immagine del personaggio di Laura Palmer avvolta nella plastica, che fu una delle immagini più famose della serie. Contiene anche le parole distorte "hallelujah" e "meanwhile" ("intanto") dalla scena di Twin Peaks nella Loggia nera, seguite dal grido di Laura Palmer.
Nella sua autobiografia, La mia lunga strada dall'inferno, Marilyn Manson racconta che Wrapped in Plastic è una canzone sul suo passato nella cantina del nonno, e il grido alla fine della canzone è la voce di Manson distorta ed invertita. La versione del brano presente nel demo The Family Jams permette di capire meglio questo dettaglio.

## Composizione
Cake and Sodomy è la seconda canzone dell'album. Nel 1990, Marilyn Manson incontrò una ragazza in un McDonald's di Fort Lauderdale, la quale lo invitò a passare un weekend con lei a New York. Dopo aver scoperto che la giovane stava utilizzando i documenti della sorella poiché troppo giovane per lavorare, Manson la abbandonò, e poco dopo incontrò due ragazzi provenienti dalla Florida. Manson trascorse il resto della sua permanenza a New York nella camera d'hotel dei ragazzi, dove c'era accesso alla tv via cavo, "un fenomeno completamente nuovo" per lui. Manson passò "ore a girare i vari canali, guardando Pat Robertson predicare a proposito dei mali della società e poi chiedere alle persone di chiamarlo dandogli il numero della loro carta di credito", mentre "sull'altro canale, un ragazzo si stava ungendo il cazzo con vaselina e chiedeva alle persone di chiamare e dargli il numero della carta di credito". Questo ispirò Manson, che prese il bloc notes dell'hotel e iniziò a scrivere il testo della canzone.
Manson spiegò nella sua autobiografia La mia lunga strada dall'inferno che "ho scritto altre canzoni che pensavo fossero belle, ma 'Cake and Sodomy' era più che solo una bella canzone. Come un inno per l'America ipocrita che sbava sulla tetta della cristianità, era un manifesto per il nostro futuro messaggio".
Lunchbox fu il secondo singolo estratto dall'album e la terza traccia dello stesso. Fu ispirata da una legge datata 1972, che rende illegale portare a scuola i contenitori in metallo per il pranzo. La canzone racconta la storia di uno scolaretto vittima di bullismo, che utilizza il suo lunchbox come un'arma di vendetta, aspettando il giorno in cui potrà "crescere e diventare una grande rock & roll star", mai più intimidita da nessuno. La primissima registrazione di questa canzone comparve sulla cassetta demo After School Special, pubblicata nel gennaio 1991.
Dope Hat fu il terzo ed ultimo singolo estratto dall'album, e sesta traccia del disco. La prima registrazione di questo brano risale alla cassetta demo The Family Jams, pubblicata nel 1992. Mentre Madonna Wayne Gacy è menzionato tra i crediti della canzone su Portrait of an American Family, curiosamente il suo nome è assente dai crediti di The Family Jams e Refrigerator, due cassette demo su cui Dope Hat apparve prima di essere pubblicata ufficialmente.
Get Your Gunn è il primo singolo e settima traccia del disco. La canzone fu ispirata dall'omicidio di David Gunn, ucciso in Florida da un attivista anti-abortista. Il cantante Marilyn Manson descrisse la sua morte come "l'ultima ipocrisia della cui crescita sono stato testimone: che queste persone hanno ucciso qualcuno in nome dell'essere 'pro-vita' ".
Wrapped in Plastic è l'ottava traccia dell'album. La prima registrazione di questa canzone risale alla cassetta demo Refrigerator, pubblicata nel 1993. La canzone è un aperto riferimento alla serie televisiva Twin Peaks, e ricicla parte del testo di un'altra canzone di Manson, mai pubblicata ufficialmente, IV-TV.
My Monkey è la dodicesima traccia dell'album. Molti versi di questo brano sono stati tratti da Mechanical Man, scritta ed eseguita da Charles Manson nel 1968. La prima registrazione di questa canzone risale al demo The Beaver Meat Cleaver Beat, pubblicato nel 1990.

## Promozione
Manson raccontò nella sua autobiografia che voleva inizialmente utilizzare una fotografia di sé stesso da bambino, nudo, come copertina per l'album, ma l'etichetta respinse l'idea poiché avrebbe potuto costituire pornografia minorile. Questo ha reso Portrait of an American Family l'unico album in studio di Marilyn Manson a non riportare un'immagine di Manson stesso sulla copertina. In ogni caso, Manson utilizzò una foto di sé stesso nudo da adulto nel libretto del singolo di Lunchbox. Questa foto non mostra i suoi genitali.
Prima di imbarcarsi in un tour ufficiale sotto le ali di una major discografica, Marilyn Manson passò molti anni a fare tour autonomi in varie località della Florida tra cui Fort Lauderdale, Boca Raton, Miami Beach, South Hallandale e Davie, e moltissimi altri luoghi. Durante questo periodo, la band lasciò la Florida solo tre volte per esibirsi. Fino ad agosto 1992, il gruppo si esibiva col nome di Marilyn Manson & the Spooky Kids. La band tenne questi spettacoli indipendenti dal 28 aprile 1990 al 4 giugno 1994. Durante l'era Spooky Kids, i concerti vedevano la presenza fissa di elementi come ragazze coperte di sangue che indossavano maschere animali. In The Long Hard Road Out of Hell, Manson raccontò che una notte, una donna portò una bandiera nazista sul palco. C'erano anche gabbie e il famoso "Pogo's Playground", l'angolo di Madonna Wayne Gacy e la sua tastiera piena di strani elementi, come teste di bambole.
Il Self Destruct Tour dei Nine Inch Nails fu il primo tour in cui i Marilyn Manson si imbarcarono, ora sotto contratto con l'etichetta discografica Interscope Records. La band apriva i concerti dei Nine Inch Nails, e rimase in tour dal 24 aprile 1994 all'11 dicembre 1994.
Il Portrait of an American Family Tour fu il secondo tour in cui i Marilyn Manson si imbarcarono, e il primo da protagonisti assoluti sotto contratto con una major discografica. Il tour iniziò il 27 dicembre 1994 e terminò l'11 marzo 1995. Durante questi concerti, il palco era solitamente "arredato" come un salotto, e somigliava molto all'immagine presente sulla copertina dell'album. Un tavolo con una lampada fu uno degli elementi scenici principali del tour.

## Accoglienza
| Recensione           | Giudizio |
| -------------------- | -------- |
| AllMusic             |          |
| Rolling Stone        |          |
| Piero Scaruffi       |          |
| Sentireascoltare.com |          |

Al momento dell'uscita, l'album incontrò pareri vari dai critici musicali. AllMusic diede all'album una recensione positiva, ma scrisse: "Ma qualche anno dopo la sua uscita nel 1994, Portrait of an American Family iniziò a suonare un po' datato, specialmente per il fatto che la formula "Nine Inch Nails+W.A.S.P.+Alice Cooper" fu pienamente realizzata nell'album successivo, Antichrist Superstar. Qui è presente in forma abbozzata, e per la fine dell'album è chiaro che Warner, Manson, comunque lo si voglia chiamare, ha bisogno di spiegare completamente le vele prima di creare scompiglio". Rolling Stone diede all'album una recensione negativa e scrisse: "Il debutto di Marilyn Manson, Portrait of an American Family, supervisionato da Trent Reznor dei Nine Inch Nails, non è la spinosa critica culturale all'America che lui vorrebbe che voi pensiate. La maggior parte del materiale viene fuori da qualche film horror low-budget".

## Tracce
Testi di Manson (eccetto Prelude (the Family Trip), estratto da Willy Wonka e la fabbrica di cioccolato).
1. Prelude (the Family Trip) – 1:21 (musica: Manson, Gacy)
2. Cake and Sodomy – 3:46 (musica: Berkowitz)
3. Lunchbox – 4:32 (musica: Berkowitz, Gein)
4. Organ Grinder – 4:22 (musica: Gein, Berkowitz)
5. Cyclops – 3:32 (musica: Berkowitz, Gein)
6. Dope Hat – 4:21 (musica: Manson, Berkowitz)
7. Get Your Gunn – 3:18 (musica: Berkowitz, Gein)
8. Wrapped in Plastic – 5:35 (musica: Berkowitz)
9. Dogma – 3:22 (musica: Berkowitz)
10. Sweet Tooth – 5:03 (musica: Gacy, Gein)
11. Snake Eyes and Sissies – 4:07 (musica: Gacy, Berkowitz, Gein)
12. My Monkey – 4:31 (musica: Berkowitz)
13. Misery Machine – 13:09 (musica: Gein, Berkowitz, Gacy) – contiene una traccia fantasma senza titolo

Note
- La canzone Filth è stata cancellata dall'album prima della pubblicazione, e non è mai stata pubblicata ufficialmente.
- È presente una ghost track che inizia qualche secondo dopo la fine dell'ultima traccia, Misery Machine. La frase, "Go home to your mother! Doesn't she ever watch you!? Tell her this isn't some Communist day-care center! Tell your mother I hate her! Tell your mother I hate you!" ("Vai a casa da tua madre! Non ti guarda mai? Dille che questo non è una sorta di asilo comunista! Di' a tua madre che la odio! Di' a tua madre che ti odio!"), è una campionatura pronunciata da John Waters nel film Nuovo punk story (Desperate Living). Dopo questa frase, si sente molto lievemente un telefono squillare per più di 7 minuti, seguito da un messaggio lasciato in una segreteria telefonica, probabilmente da parte della madre adirata di un fan di Manson.
- La canzone My Monkey è diversa dalla versione presente sul demo Big Black Bus.
- Originariamente, Snake Eyes and Sissies durava 5:10 minuti, e aveva un testo più lungo. Inoltre, il brano inizialmente avrebbe dovuto essere stato il primo singolo estratto dall'album e, pertanto, il singolo di debutto ufficiale dei Marilyn Manson. Si preferì poi Get Your Gunn, e Snake Eyes and Sissies non divenne mai un singolo.
- Nonostante Sara Lee Lucas fosse il batterista ufficiale della band ai tempi dell'album, Charlie Clouser utilizzò una drum machine per rimpiazzare il lavoro fatto da Lucas.

## Formazione
Gruppo
- Mr. Manson – voce, produzione, ottoni, loop, artwork (accreditato come "imputazioni, manipolazioni di bambini, rovesciamenti audio, polaroids"), adattamenti, composizioni, logo
- Daisy Berkowitz – chitarre (accreditato come "chitarre psicoacustiche"), chitarre acustiche, composizione
- Madonna Wayne Gacy – calliope, organo Hammond, sassofono, theremin, ottoni, overdubs, loops (accreditato come "organo Hammond, theremin, sassofono, calliope, ottoni, neonati, muzette distorte, loops"), composizioni, effetti sonori
- Sara Lee Lucas – batteria, effetti sonori (accreditato come "colpi")
- Gidget Gein – basso, composizioni

Produzione
- Trent Reznor – produttore, produttore esecutivo, montaggio digitale, montaggio, pandora, programmazione, missaggio, ottoni, chitarra
- Robin Finck – sintesi, tastiere (non accreditato sull'album, ma Manson ha confermato il suo coinvolgimento)
- Roli Mosimann – ingegneria
- Sean Beavan – assistente, assistente alla produzione, programmazione, montaggio digitale, montaggio, missaggio, ottoni
- Alan Moulder – assistente, assistente alla produzione, ingegneria, missaggio
- Charlie Clouser – percussioni, percussioni africane, programmazione percussioni, montaggio digitale, montaggio
- Chris Vrenna – percussioni, programmazione, assistente ingegnere
- Tom Baker – masterizzazione
- Chris Meyer – ingegnere
- Barry Goldberg – assistente, assistente ingegnere
- Brian Pollack – assistente, assistente ingegnere
- Brian Scheuble – assistente, assistente ingegnere
- Mark Gruber – assistente, assistente ingegnere
- Hope Nichols – sassofono, voce
- Robin Perine – fotografia
- Jeffrey Weiss – fotografia
- Gary Talpas – confezionamento

Note
- Il bassista Gidget Gein fu cacciato dal gruppo dopo la produzione di questo album.
- Daisy Berkowitz ha contribuito a comporre la musica di tutti i brani, eccetto Prelude (the Family Trip) e Sweet Tooth.

## Classifiche
| Classifica (1995)         | Posizione massima |
| ------------------------- | ----------------- |
| Stati Uniti (heatseekers) | 35                |